# Eccellenza Sardegna 2024-2025
Il campionato italiano di calcio di Eccellenza Sardegna 2024-2025 è la 34ª edizione del campionato di Eccellenza, quinta serie del campionato italiano di calcio e prima serie regionale. Le 16 partecipanti dell'Eccellenza Sardegna 2024-2025 prendono parte anche parte alla Coppa Italia Dilettanti Sardegna 2024-2025.

## Stagione

### Novità
Il Comitato Regionale Sardegna ha optato per un campionato a 16 squadre, considerando la promozione in Serie D 2024-2025 dell'Ilvamaddalena nella passata stagione, la retrocessione dalla Serie D del Budoni, la vittoria dei campionati di Promozione di Nuorese e Monastir Kosmoto e la vittoria dei play off Promozione dell'Alghero oltre alle altre 12 squadre confermate.

### Formula
La prima classificata è promossa in Serie D, mentre le squadre classificatesi dalla seconda alla quinta posizione in classifica disputano i play off per decretare la squadra che accederà agli spareggi nazionali. Le retrocessioni sono quattro: le ultime tre della graduatoria vengono retrocesse direttamente, mentre la quarta viene determinata da uno spareggio andata e ritorno tra la quart'ultima e la quint'ultima. L'incontro, che non si disputa nel caso in cui la differenza in classifica sia uguale o maggiore a sette punti, ha la partita di ritorno in casa della meglio piazzata,  non prevede né supplementari e né regola del gol in trasferta, e in caso di parità retrocederà la peggior classificata.

## Squadre partecipanti
| Club                      | Città                | Stadio                           | Stagione precedente                            |
| ------------------------- | -------------------- | -------------------------------- | ---------------------------------------------- |
| Alghero                   | Alghero (SS)         | Campo Comunale "Pino Cuccureddu" | 2º in Promozione Sardegna, vincitore play-off  |
| Barisardo                 | Barisardo (NU)       | Campo Comunale Lixius di Lanusei | 7º in Eccellenza Sardegna                      |
| Budoni                    | Budoni (SS)          | Stadio Comunale "Pasquale Pinna" | 18º in Serie D girone G, retrocesso            |
| Calangianus               | Calangianus (SS)     | Stadio Signora Chiara            | 11º in Eccellenza Sardegna                     |
| Carbonia                  | Carbonia (SU)        | Stadio Carlo Zoboli              | 14º in Eccellenza Sardegna (salvo ai play-out) |
| Ferrini Cagliari          | Cagliari             | Campo Ferrini "Piero Polese"     | 5º in Eccellenza Sardegna                      |
| Ghilarza                  | Ghilarza (OR)        | Campo Comunale Walter Frau       | 6º in Eccellenza Sardegna                      |
| Li Punti                  | Sassari (Li Punti)   | Comunale Li Punti - Sassari      | 10º in Eccellenza Sardegna                     |
| Iglesias                  | Iglesias (SU)        | Stadio Monteponi                 | 8º in Eccellenza Sardegna                      |
| Monastir Kosmoto          | Monastir (SU)        | Campo Comunale                   | 1º in Promozione Sardegna gir.A                |
| Nuorese                   | Nuoro (NU)           | Stadio Franco Frogheri           | 1º in Promozione Sardegna gir.B                |
| Ossese                    | Ossi (SS)            | Campo Comunale Walter Frau       | 2º in Eccellenza Sardegna                      |
| San Teodoro-Porto Rotondo | San Teodoro (SS)     | Stadio Comunale                  | 12º in Eccellenza Sardegna                     |
| Taloro Gavoi              | Gavoi (NU)           | Campo Comunale Maristiai         | 9º in Eccellenza Sardegna                      |
| Tempio                    | Tempio Pausania (SS) | Stadio Nino Manconi              | 4º in Eccellenza Sardegna                      |
| Villasimius               | Villasimius (SU)     | Stadio Comunale Is Casas         | 3º in Eccellenza Sardegna                      |

## Classifica finale
|  | Pos. | Squadra                   | Pt | G  | V  | N  | P  | GF | GS | DR  |
|  | ---- | ------------------------- | -- | -- | -- | -- | -- | -- | -- | --- |
|  | 1.   | Budoni                    | 71 | 30 | 22 | 5  | 3  | 55 | 18 | 37  |
|  | 2.   | Monastir Kosmoto          | 67 | 30 | 20 | 7  | 3  | 64 | 10 | 54  |
|  | 3.   | Tempio                    | 66 | 30 | 21 | 3  | 6  | 50 | 23 | 27  |
|  | 4.   | Ossese                    | 57 | 30 | 17 | 6  | 7  | 58 | 28 | 30  |
|  | 5.   | Iglesias                  | 50 | 30 | 15 | 5  | 10 | 39 | 27 | 12  |
|  | 6.   | Nuorese                   | 42 | 30 | 11 | 9  | 10 | 37 | 32 | 5   |
|  | 7.   | Villasimius               | 41 | 30 | 11 | 8  | 11 | 38 | 35 | 3   |
|  | 8.   | Calangianus               | 39 | 30 | 11 | 6  | 13 | 34 | 33 | 1   |
|  | 9.   | Taloro Gavoi              | 36 | 30 | 10 | 6  | 14 | 33 | 42 | -9  |
|  | 10.  | San Teodoro-Porto Rotondo | 35 | 30 | 10 | 5  | 15 | 43 | 58 | -15 |
|  | 11.  | Carbonia                  | 35 | 30 | 9  | 8  | 13 | 41 | 56 | -15 |
|  | 12.  | Barisardo                 | 35 | 30 | 10 | 5  | 15 | 34 | 44 | -10 |
|  | 13.  | Ferrini Cagliari          | 32 | 30 | 10 | 2  | 18 | 26 | 45 | -19 |
|  | 14.  | Alghero                   | 31 | 30 | 7  | 10 | 13 | 30 | 37 | -7  |
|  | 15.  | Li Punti                  | 18 | 30 | 3  | 9  | 18 | 21 | 54 | -33 |
|  | 16.  | Ghilarza                  | 16 | 30 | 4  | 4  | 22 | 20 | 81 | -61 |

Legenda
       Promossa in Serie D 2025-2026.
      Ammessa ai play-off nazionali.
 ammessa ai play-off - ammessa ai play-out.
       Retrocessa in Promozione Sardegna 2025-2026.
Regolamento:
Tre punti a vittoria, uno a pareggio, zero a sconfitta.
In caso di arrivo di due o più squadre a pari punti, la graduatoria verrà stilata secondo la classifica avulsa tra le squadre interessate che prevede, in ordine, i seguenti criteri:
- Punti negli scontri diretti
- Differenza reti negli scontri diretti
- Differenza reti generale
- Reti realizzate in generale
- Sorteggio

## Spareggi

### Play-off

#### Semifinali
In caso di pareggio al termine dei due incontri si effettueranno due tempi supplementari da 15’ in caso di ulteriore parità passa il turno la squadra meglio piazzata nella stagione regolare.
|        | Risultati |        | Luogo e data           |
| ------ | --------- | ------ | ---------------------- |
| Ossese | 0-0       | Tempio | Ossi, 19 Aprile 2025   |
| Tempio | 0-0 (dts) | Ossese | Tempio, 27 Aprile 2025 |
|        |           |        |                        |

#### Finale
|          | Risultati |        | Luogo e data            |
| -------- | --------- | ------ | ----------------------- |
| Monastir | 1-0       | Tempio | Macomer, 11 Maggio 2025 |
|          |           |        |                         |

### Play-out
In caso di parità rimane in Eccellenza la squadra meglio piazzata in classifica.
|         | Risultati |         | Luogo e data            |
| ------- | --------- | ------- | ----------------------- |
| Alghero | 1-1       | Ferrini | Alghero, 25 Aprile 2025 |
| Ferrini | 0-0       | Alghero | Cagliari, 1 Maggio 2025 |
|         |           |         |                         |